# Василиск (митология)
Вижте пояснителната страница за други значения на Василиск.
Василискът (от гръцки, „малък цар“) е митично влечуго от древногръцките и европейски бестиарии и легенди. Той е смятан за цар на змиите, който има силата да предизвиква смърт само с погледа си. Според „Естествена история“ на Плиний Стари, василискът е малка змия, която е толкова отровна, че оставя широка следа от смъртоносна отрова след себе си, а погледът ѝ е също толкова опасен.
Съществуват три описания на външния вид на василиска: огромен гущер, гигантска змия или висок един метър петел със змийска опашка и зъби, всички те са свързвани с образа на василиска. Наричан е цар, тъй като гребенът на главата му има формата на митра или корона. Според някои истории василискът е измътен от петел от яйце на змия. През Средновековието описанията на василиска започват да заемат черти от петела. Според някои легенди василискът може да бъде убит, като чуе кукуригането на петел или като се види в огледало.
С времето разказите добавят повече смъртоносни способности към описанието на василиска. Те го описват като по-едро животно, способно да издишва огън и да убива с гласа си. Някои писатели дори твърдят, че той може да убива не само чрез пряко докосване, но и чрез докосване на предмет, държан от жертвата, например меч. Също така според някои легенди дъхът му е силно отровен и предизвиква смърт, най-често мигновена.
Според някои хипотези разказите за василиска може би са породени от сведения за кобрите. Кралската кобра има коронообразен символ на главата си и често е убивана от мангустите. Много видове кобри могат да убиват от разстояние, като плюят отрова. Египетската кобра, срещаща се в пустинята, е използвана като символ на царската власт.
В действителност съществува малък гущер, наричан обикновен базилиск (Basiliscus basiliscus), но той няма никоя от смъртоносните характеристики на митичното същество.